# Emma Mulqueeny
Emma Elizabeth Mulqueeny, född 12 juli 1971, är grundare och VD för Young Rewired State och Rewired State. Hon är Commissioner för "Speaker's Commission on Digital Democracy" och associerad med Google genom "Google Fellow".

## Utmärkelser
Mulqueeny är omnämnd i den 166:e utgåvan av magasinet Who’s Who, och är inröstad på magasinet Wireds topp 100-lista. The Guardian har röstat fram henne på topp tio-listan för kvinnor inom tekniken.